# Amália Pinto
Amália Pinto (født 12. juni 1996) er en kvindelig angolansk håndboldspiller der spiller i  Primeiro de Agosto og Angolas kvindehåndboldlandshold, som målvogter.
Hun deltog ved verdensmesterskabet i håndbold 2019 i Japan